# Prix national des lettres espagnoles
Le prix national des lettres espagnoles (en espagnol : Premio Nacional de las Letras Españolas) est un prix littéraire qui est attribué chaque année depuis 1984 par le ministère espagnol de la Culture à un auteur espagnol pour l'ensemble de son œuvre écrite dans l'une des langues en Espagne. Le prix est doté de 40 000 euros.
C'est le deuxième prix le plus important de la littérature en espagnol, après le Prix Cervantes.

## Liste des lauréats

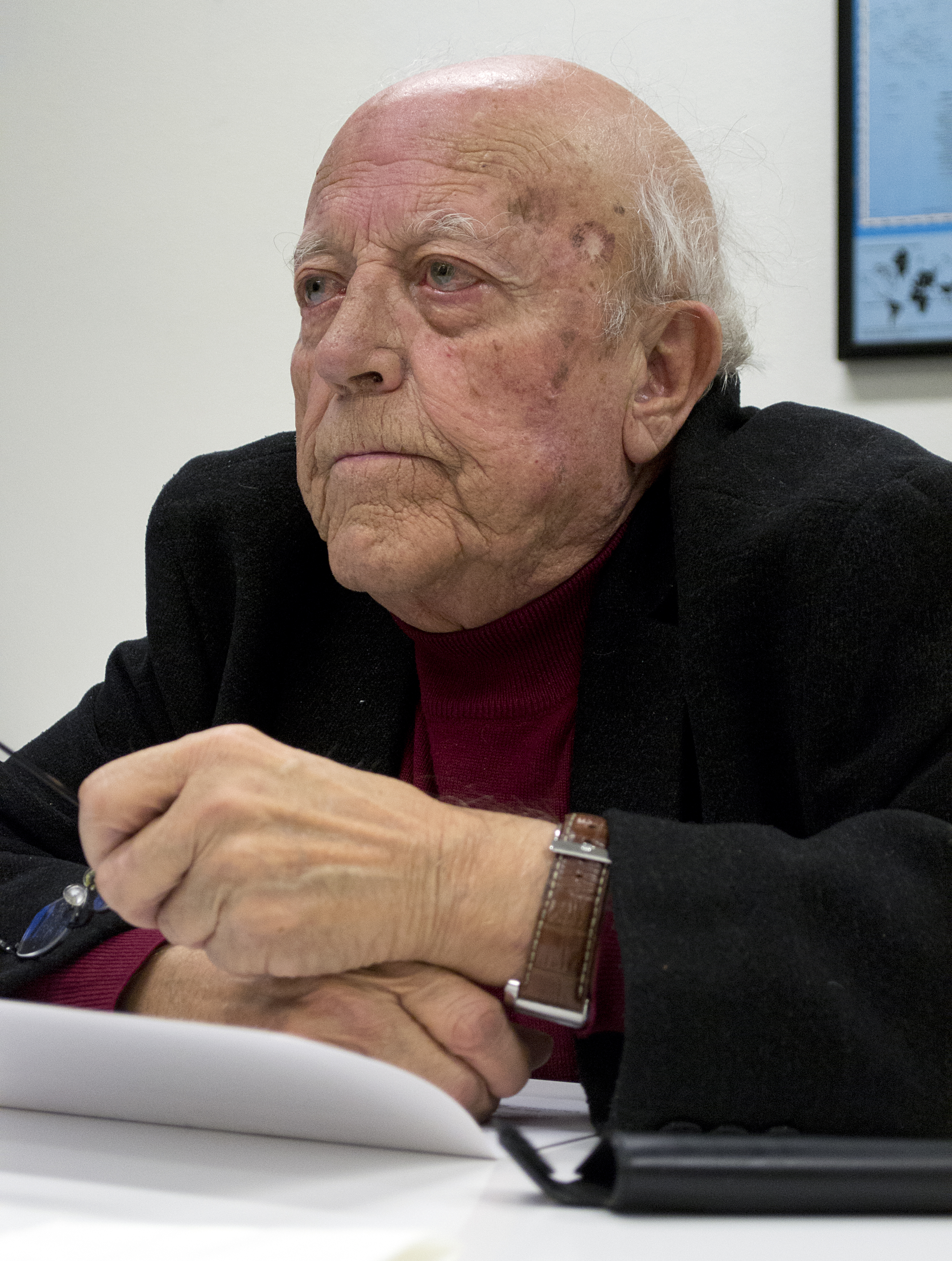
José Jiménez Lozano, lauréat en 1992.

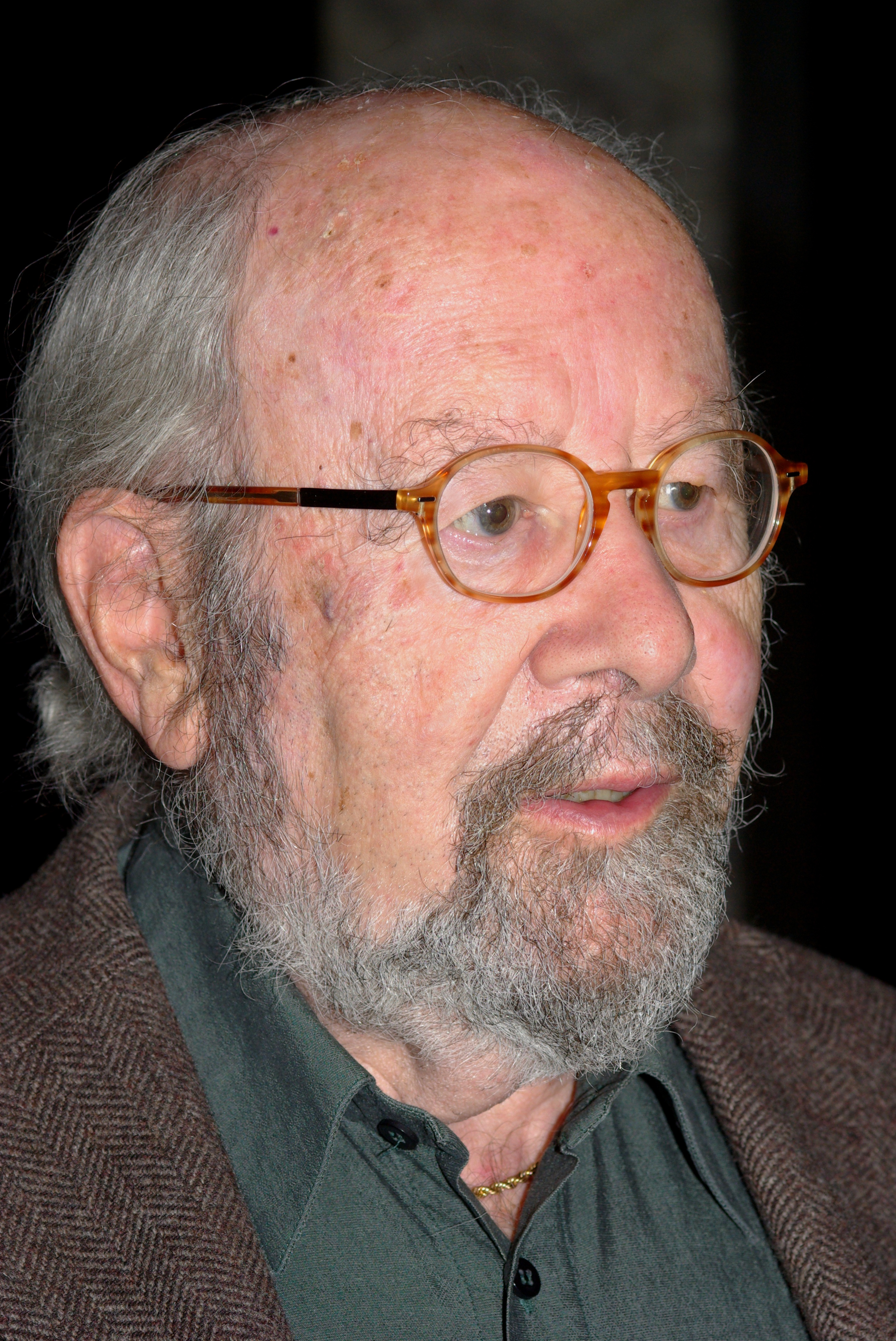
José Manuel Caballero Bonald, lauréat en 2005.

Ce prix a été décerné depuis sa création en 1984 sans interruption,, :
- 1984 – Josep Vicenç Foix (1893-1987) (auteur en catalan)
- 1985 – Julio Caro Baroja (1914-1995) (auteur en castillan)
- 1986 – Gabriel Celaya (1911-1991) (auteur en castillan)
- 1987 – Rosa Chacel (1898-1994) (auteur en castillan)
- 1988 – Francisco Ayala (1906-2009) (auteur en castillan) — il obtient par ailleurs le Prix Cervantes en 1991.
- 1989 – Joan Coromines (1905–1997) (auteur en castillan et catalan)
- 1990 – José Hierro (1922-2002) (auteur en castillan) — il obtient par ailleurs le Prix Cervantes en 1998.
- 1991 – Miguel Delibes (1920-2010) (auteur en castillan) — il obtient par ailleurs le Prix Cervantes en 1993.
- 1992 – José Jiménez Lozano (1930-2020) (auteur en castillan) — il obtient par ailleurs le Prix Cervantes en 2002.
- 1993 – Carlos Bousoño (1923-2015) (auteur en castillan)
- 1994 – Carmen Martín Gaite (1925-2000) (auteur en castillan)
- 1995 – Manuel Vázquez Montalbán (1939-2003) (auteur en castillan)
- 1996 – Antonio Buero Vallejo (1916-2000) (auteur en castillan) — il obtient par ailleurs le Prix Cervantes en 1986.
- 1997 – Francisco Umbral (1932-2007) (auteur en castillan) — il obtient par ailleurs le Prix Cervantes en 2000.
- 1998 – Pere Gimferrer[4] (1945-) (auteur en castillan et catalan)
- 1999 – Francisco Brines[5] (1932-2021) (auteur en castillan)
- 2000 – Martín de Riquer[6] (1914-2013) (auteur en castillan et catalan)
- 2001 – Miquel Batllori (es)[7] (1909-2003) (auteur en castillan et catalan)
- 2002 – Joan Perucho (es)[8] (1920-2003) (auteur en catalan)
- 2003 – Leopoldo de Luis (es)[9] (1918-2005) (auteur en castillan)
- 2004 – Félix Grande[10] (1937-2014) (auteur en castillan)
- 2005 – José Manuel Caballero Bonald (1926-2021)[11] (auteur en castillan) — il obtient par ailleurs le Prix Cervantes en 2012[12].
- 2006 – Raúl Guerra Garrido (1935-2022)[13] (auteur en castillan)
- 2007 – Ana María Matute (1925-2014)[14] (auteur en castillan) — elle obtient par ailleurs le Prix Cervantes en 2010[15].
- 2008 – Juan Goytisolo (1931-2017)[16] (auteur en castillan)
- 2009 – Rafael Sánchez Ferlosio (1927-2019)[17] (auteur en castillan) — il obtient par ailleurs le Prix Cervantes en 2004[18].
- 2010 – Josep Maria Castellet (1926-2014)[19] (auteur en castillan et catalan)
- 2011 – José Luis Sampedro (1917-2013)[20] (auteur en castillan)
- 2012 – Francisco Rodríguez Adrados (1922-2020)[21] (auteur en castillan)
- 2013 - Luis Goytisolo (1935-)[22] (auteur en castillan)
- 2014 - Emilio Lledó (1927-)[23] (auteur en castillan)
- 2015 - Carme Riera (1948-)[24] (auteur en castillan et catalan)
- 2016 - Juan Eduardo Zúñiga (es) (1929-2020) (auteur en castillan)
- 2017 - Rosa Montero (1951-)[25] (auteur en castillan)
- 2018 - Francisca Aguirre (1930-2019) (auteur en castillan)
- 2019 - Bernardo Atxaga (1951-) (auteur en basque)
- 2020 - Luis Mateo Díez (1942-)[26] (auteur en castillan)
- 2021 - José María Merino (es) (1941-) (auteur en castillan)
- 2022 - Luis Landero (1948-) (auteur en castillan)
- 2023 - Cristina Fernández Cubas (1945-) (auteur en castillan)
- 2024 - Manuel Rivas (1957-) (auteur en galicien)